# 金蔷薇
《金蔷薇》（俄语：Золотая роза），是俄国著名作家康斯坦丁·格奥尔基耶维奇·帕乌斯托夫斯基的一本探索作家创作活动的散文集。

## 介绍
“金蔷薇”一名来自集中首篇《珍贵的尘土》，《珍贵的尘土》讲述了一位退伍的老兵为了制作给心爱人的礼物，为作坊打扫灰尘，从灰尘中筛选出一粒粒金粉，最后打造成了一朵金蔷薇，但所爱的人已经把自己忘记的故事。帕乌斯托夫斯基在其中写道：
每一分钟，每一个在无意中说出的字眼，每一个无心的流盼，每一个深刻的或者戏谑的想法，人的心脏的每一次觉察不到的波动，一如杨树的飞絮或者夜间映在水洼上的星光—无不都是一粒粒金粉，我们文学家们，以数十年的时间筛取着数以百万计的这种微尘，不知不觉地把它们聚集拢来，熔成合金，然后将其锻造成我们的“金蔷薇”——中篇小说、长篇小说或者长诗。
《金蔷薇》共十九篇，通过抒情风格的散文和作家创作的轶事，讨论了想像的重要性，细节描写的功能，人物性格的逻辑性及灵感的由来等问题。帕乌斯托夫斯基自己将《金蔷薇》称为“中篇小说”，但也可以看作是一部总结作者创作经验，研究其他作家创作活动，探索文学创作问题的散文集。此后帕乌斯托夫斯基着手写作《金蔷薇》第二卷，进一步探讨散文的诗化、旅行对于创作的意义、虚构的意义、文学与生活的关系等问题，但未完成。